# 모니카 미할리크
모니카 에바 미할리크(폴란드어: Monika Ewa Michalik, 폴란드어 발음: [mɔˈnika ˈɛva miˈxalik], 1980년 5월 2일~)는 폴란드의 레슬링 선수이다. 2016년 하계 올림픽에서 여자 자유형 미들급 동메달을 획득했으며 세계 선수권 대회에서 동메달 2개를 획득했다. 

## 개인사
동생인 타데우시 미할리크도 폴란드 국가대표 레슬링 선수이다.

## 수상

### 수훈
- 폴란드 공로십자장 2급(2016)
- 국방공로메달 은장(2017)